# PornoTube
PornoTube – internetowy portal pornograficzny. Zawartość portalu, amatorskie filmy pornograficzne, zamieszczana jest przez samych użytkowników. Na stronie trailery swoich produkcji umieszczają również producenci komercyjnej pornografii. Przeglądanie portalu nie wiąże się z wnoszeniem opłat, utrzymuje się on dzięki reklamom. Niemniej jednak, PornoTube oferuje również płatne usługi premium - VOD.
Główne problemy, z jakimi boryka się portal, to trudność w rozstrzygnięciu, czy przesłany film nie narusza praw autorskich i czy deklarowany przez użytkowników wiek jest zgodny z rzeczywistością.
Portal uzyskał dużą popularność po tym jak został w nim zamieszczony film z Britney Spears i Kevinem Federlinem. Jego największym konkurentem jest witryna YouPorn.
Nazwa portalu nawiązuje do YouTube.